# Huile d'olive de Haute-Provence
L'Huile d'olive de Haute-Provence est protégée par une AOC depuis le décret signé le 13 décembre 1999.

## Histoire
L'acte fondateur de toutes les oliveraies provençales est donné par Justin, dans son Abrégé des histoires philippiques (Historiarum Philippicarum, Livre XLIII, chap. IV,1-2), un ouvrage qu'il présente dans sa préface comme un florilège des passages les plus importants et les plus intéressants du volumineux Historiæ phillippicæ et totius mundi origines et terræ situs rédigé par Trogue Pompée à l’époque d’Auguste. Il explique : « Sous l'influence des Phocéens, les Gaulois adoucirent et quittèrent leur barbarie et apprirent à mener une vie plus douce, à cultiver la terre et à entourer les villes de remparts. Ils s'habituèrent à vivre sous l'empire des lois plutôt que sous celui des armes, à tailler la vigne et à planter l'olivier, et le progrès des hommes et des choses fut si brillant qu'il semblait, non pas que la Grèce eût émigré en Gaule, mais que la Gaule eût passé dans la Grèce ».

## Géographie

### Géologie

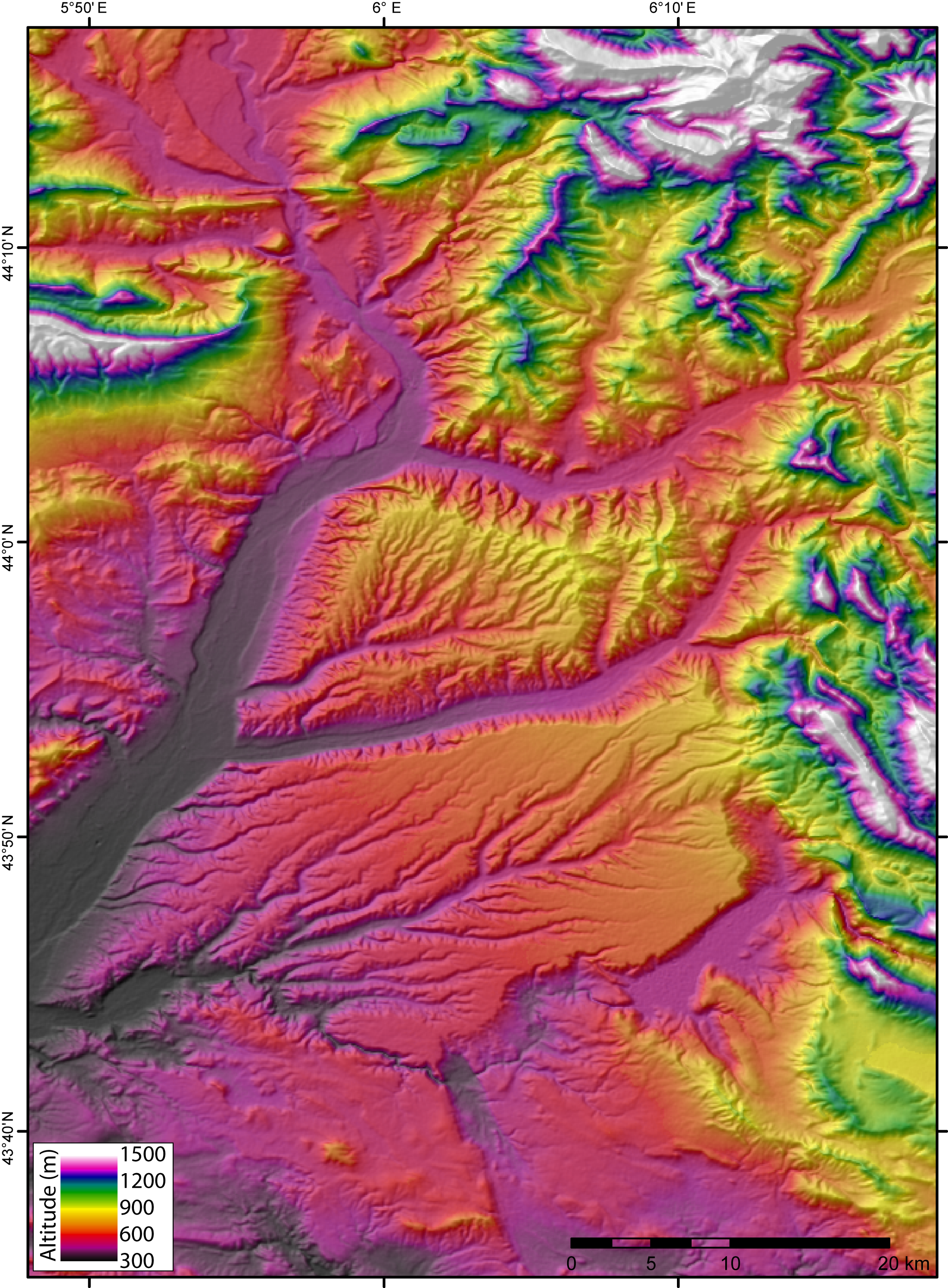

Son aspect actuel a été modelé par trois phénomènes géologiques. Outre les plissements du Tertiaire, il y eut une importante érosion consécutive aux deux périodes glaciaires de l'ère quaternaire et consécutivement la formation du bassin versant de la Durance. Ce qui permet actuellement de déterminer quatre ensembles structurants. Au Nord-Est, la chaîne alpine où l'altitude rend impossible la culture pérenne de l'olivier, au Sud et à l'Ouest, au substrat essentiellement calcaire, une succession de crêtes anticlinales crétacées et de bassins synclinaux tertiaires, à l'Ouest rhodanien, sous l'influence des failles de Nîmes et de Salon/Cavaillon, des bassins alluvionnaires (Comtat Venaissin), au Centre, le plateau de Valensole et son épaisse molasse mio-pliocène, produit de l'érosion alpine.

### Climatologie
Les Alpes provençales sont soumises à un climat méditerranéen d'intérieur, dit tempéré continental. Les hivers sont plus froids qu'en Basse Provence, avec des gelées fréquentes. Les étés sont très chauds et secs. Dans les régions abritées, les hivers sont souvent plus secs que les intersaisons
| Mois                              | jan. | fév. | mars | avril | mai | juin | jui. | août | sep. | oct. | nov. | déc. | année |
| --------------------------------- | ---- | ---- | ---- | ----- | --- | ---- | ---- | ---- | ---- | ---- | ---- | ---- | ----- |
| Température minimale moyenne (°C) | 0    | 0    | 3    | 5     | 9   | 13   | 15   | 15   | 12   | 8    | 4    | 1    | 6,5   |
| Température moyenne (°C)          | 4,5  | 5,5  | 8,5  | 11    | 15  | 19,5 | 22   | 22   | 18   | 13,5 | 8,5  | 5    | 12,7  |
| Température maximale moyenne (°C) | 9    | 11   | 14   | 17    | 21  | 26   | 29   | 29   | 24   | 19   | 13   | 9    | 18    |
| Précipitations (mm)               | 26,9 | 24,3 | 23,8 | 44    | 40  | 27,9 | 20,9 | 32,7 | 45,9 | 53,5 | 52,4 | 30,7 | 482,8 |

| Diagramme climatique                                  |         |         |       |       |          |          |          |          |         |         |        |
| J                                                     | F       | M       | A     | M     | J        | J        | A        | S        | O       | N       | D      |
| 9026,9                                                | 11024,3 | 14323,8 | 17544 | 21940 | 261327,9 | 291520,9 | 291532,7 | 241245,9 | 19853,5 | 13452,4 | 9130,7 |
| Moyennes : • Temp. maxi et mini °C • Précipitation mm |         |         |       |       |          |          |          |          |         |         |        |

## Oliveraie

### Présentation

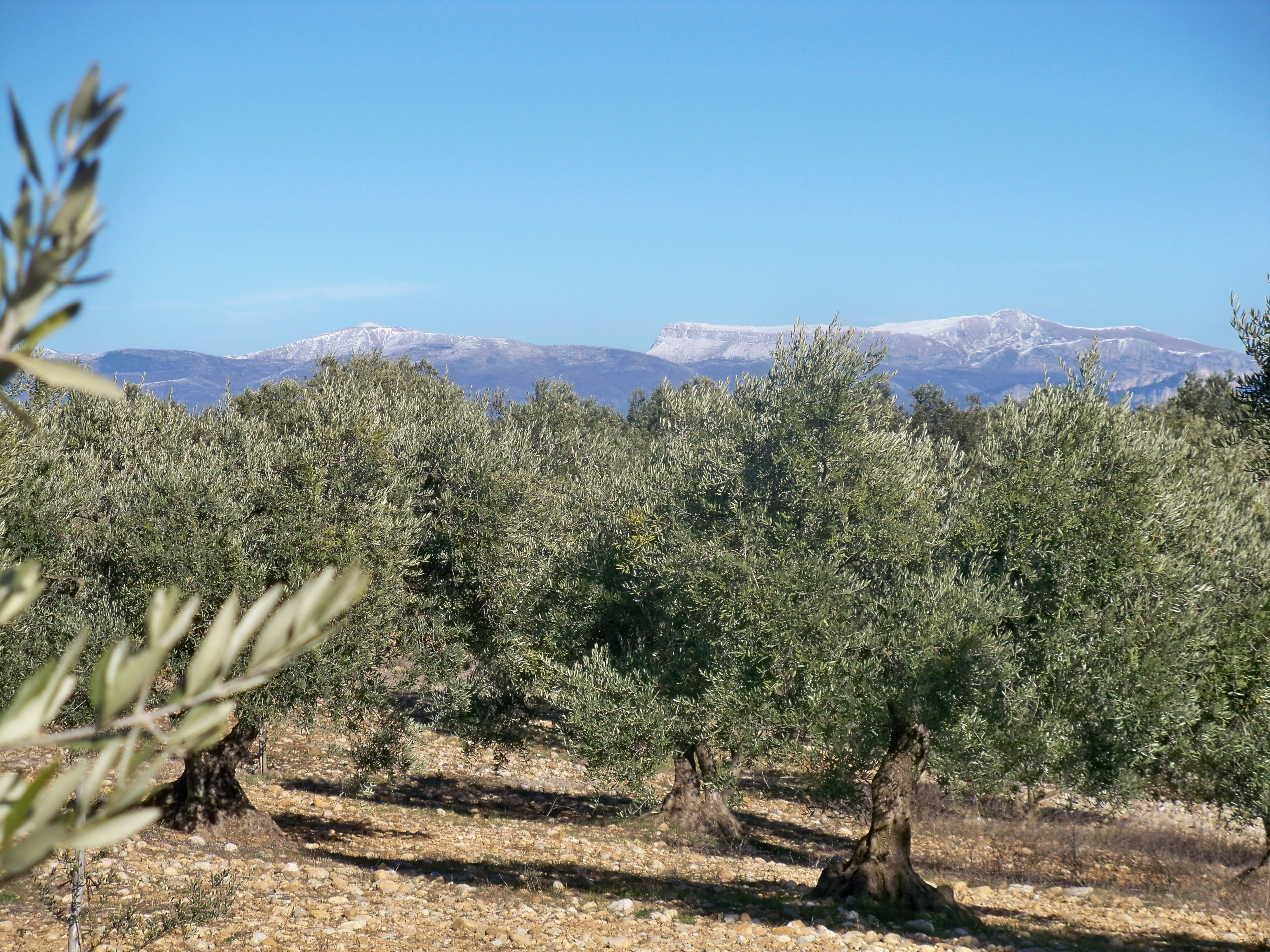
Oliveraie à Quinson

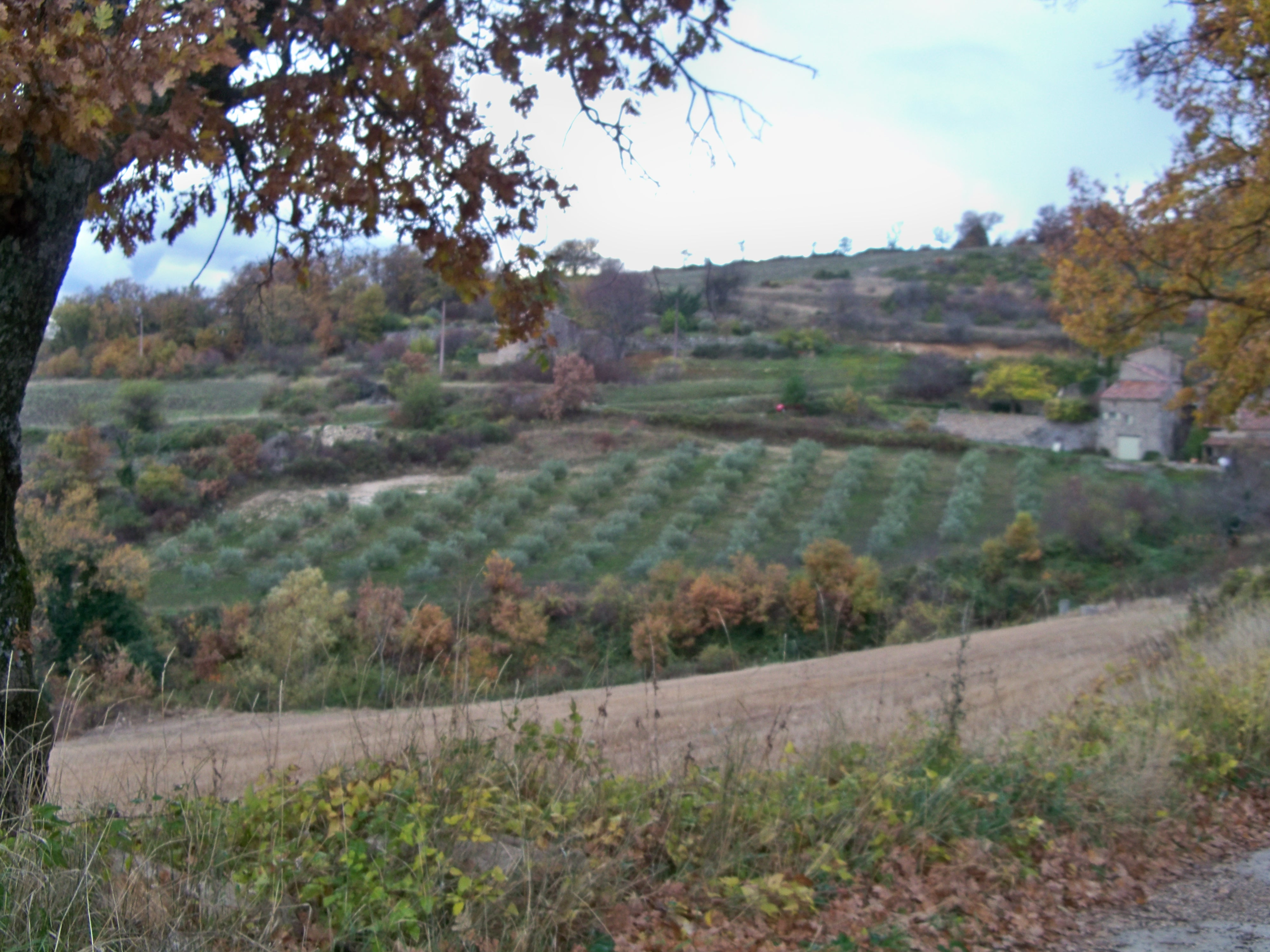
Oliveraie à Sainte-Croix-à-Lauze

Les communes dans lesquelles peut être produite cette appellation sont à cheval sur quatre départements :  
- Alpes-de-Haute-Provence : Aiglun, Allemagne-en-Provence, Aubenas-les-Alpes, Aubignosc, Barras, Beynes, Bras-d'Asse, (La) Brillanne, Brunet, (Le) Castellet, Céreste, (Le) Chaffaut-Saint-Jurson, Champtercier, Château-Arnoux-Saint-Auban, Châteauneuf-Val-Saint-Donat, Châteauredon, Corbières, Cruis, Dauphin, Digne-les-Bains, Entrepierres, Entrevennes, (L') Escale, Esparron-de-Verdon, Estoublon, Fontienne, Forcalquier, Ganagobie, Gréoux-les-Bains, Limans, Lurs, Malijai, Mallefougasse-Augès, Mallemoisson, Mane, Manosque, (Les) Mées, Mézel, Mirabeau, Montagnac-Montpezat, Montfort, Montfuron, Montjustin, Montlaux, Moustiers-Sainte-Marie, Niozelles, Ongles, Oppedette, Oraison, Peipin, Peyruis, Pierrerue, Pierrevert, Puimichel, Puimoisson, Quinson, Reillanne, Revest-des-Brousses, Revest-Saint-Martin, Riez, Roumoules, Saint-Jeannet, Saint-Julien-d'Asse, Saint-Jurs, Saint-Laurent-du-Verdon, Saint-Maime, Saint-Martin-de-Brômes, Saint-Martin-les-Eaux, Saint-Michel-l'Observatoire, Sainte-Croix-à-Lauze, Sainte-Croix-du-Verdon, Sainte-Tulle, Salignac, Sigonce, Simiane-la-Rotonde, Sisteron, Sourribes, Vachères, Valensole, Villemus, Villeneuve, Volonne, Volx ;

- Bouches-du-Rhône : Jouques, Saint-Paul-lès-Durance ;

- Var : Ginasservis, Rians, Saint-Julien, Vinon-sur-Verdon ;

- Vaucluse : (La) Bastide-des-Jourdans, Beaumont-de-Pertuis, Grambois, Mirabeau, Peypin-d'Aigues, Vitrolles-en-Luberon.

### Variétés
Le cahier des charges de l'appellation validé par l'INAO a retenu des variétés principales et secondaires : 
- Variété principale présente sur 80 % minimum d'oliviers : Aglandau.
- Variétés secondaires : Bouteillan, Picholine, Tanche, auxquelles s'ajoutent les variétés locales anciennes telles que Boube, Colombale, Estoublaisse, Filaïre, Grappier, Rosée du Mont d'Or.

## Commercialisation

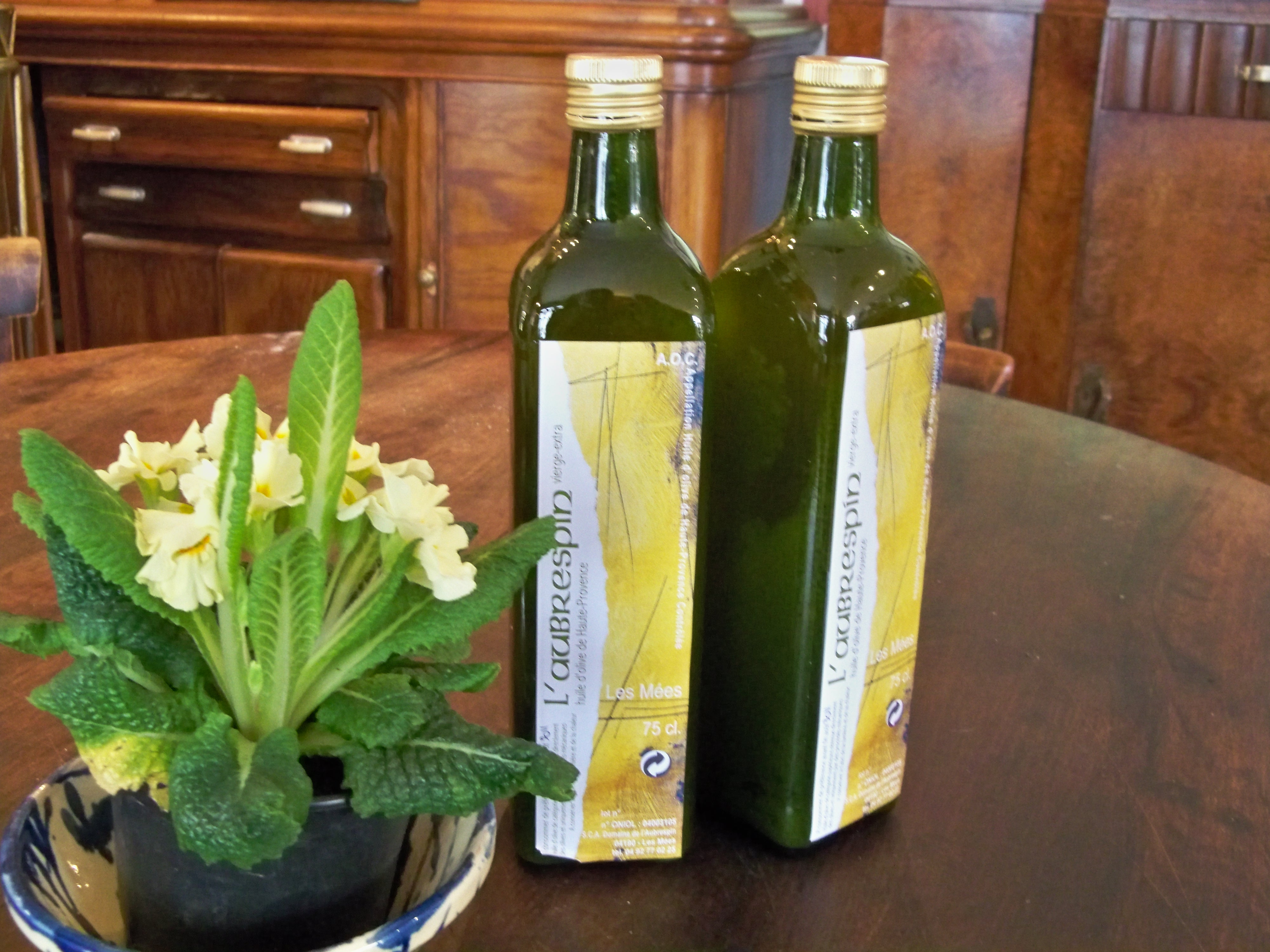
Huile d'olive de Haute-Provence  en provenance des Mées
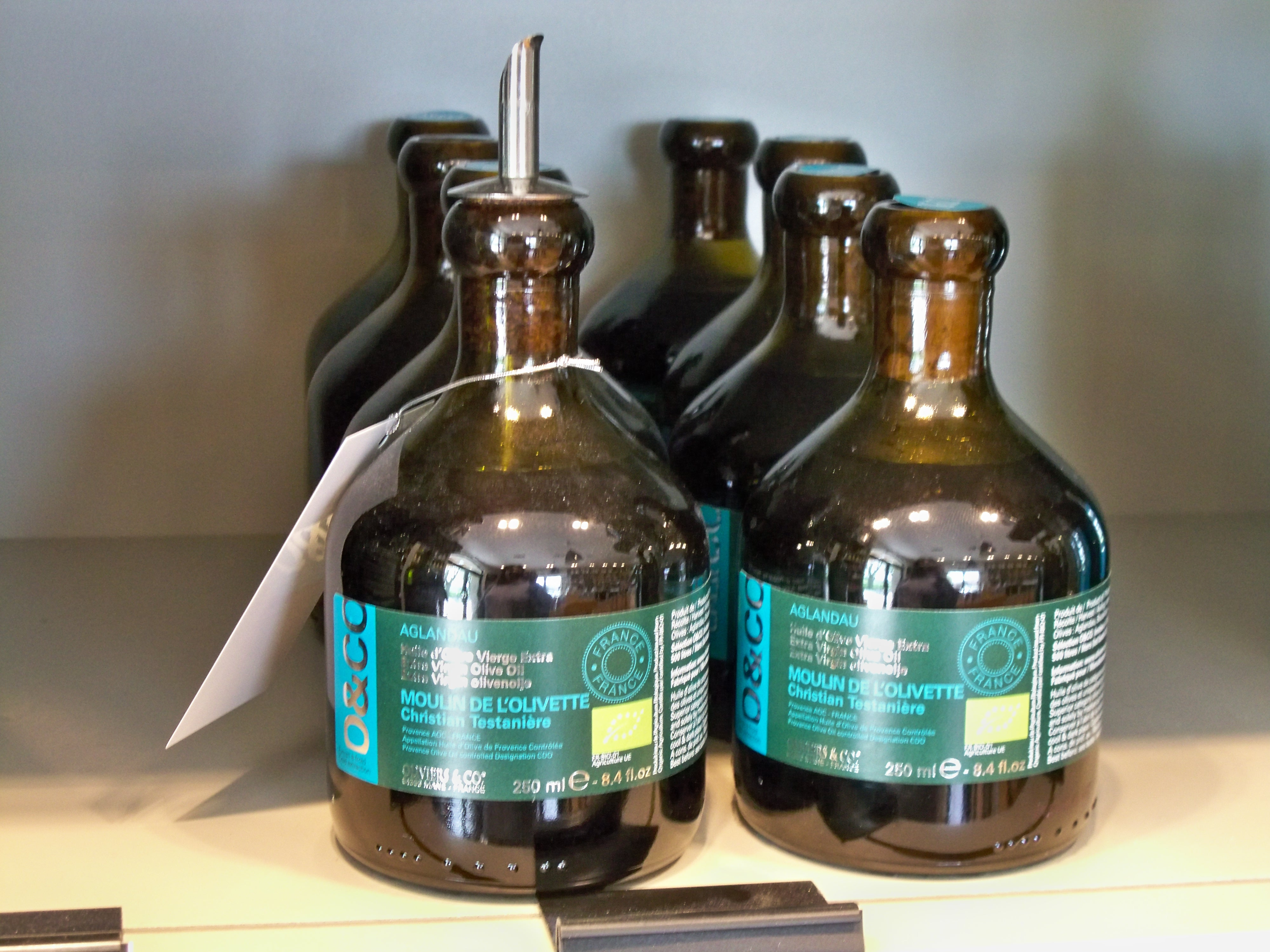
Huile d'olive du Moulin sélectionnée par Oliviers & Co